# Густаво Нери
Густаво Нери, полное имя Густаво Нери ди Са да Силва (порт.-браз. Gustavo Nery de Sá da Silva; род. 22 июля 1977, Нова-Фрибургу) — бразильский футболист, выступавший на позиции левого защитника (латераля).

## Биография
В 2001—2007 годах выступал за сборную Бразилии, в составе которой выиграл Кубок Америки 2004 года.
В 2010 году объявил о завершении карьеры, но спустя два года вернулся в футбол, став игроком «Сан-Бернарду». 9 июля 2012 года провёл первую игру за клуб в Кубке Паулисты.

## Статистика
Статистика выступлений Густаво Нери в чемпионате Бразилии за различные команды:
| Клуб          | Игр | Голов |
| ------------- | --- | ----- |
| Сантос        | 34  | 3     |
| Сан-Паулу     | 93  | 10    |
| Коринтианс    | 65  | 9     |
| Интернасьонал | 15  | 1     |
| ВСЕГО         | 207 | 23    |

## Титулы и достижения
- Чемпион Бразилии (1): 2005 (Коринтианс)
- Чемпион штата Сан-Паулу (1): 2005 (Суперчемпионат, Сан-Паулу)
- Победитель турнира Рио-Сан-Паулу (1): 2001 (Сан-Паулу)
- Южноамериканский Кубок (1): 2008 (Интернасьонал)
- Победитель Кубка Америки (1): 2004 (Бразилия)
- Лучший левый защитник чемпионата Бразилии 2005 («Серебряный мяч» Бразилии, участник символической сборной чемпионата)